# 王富元
王富元（1946年5月—），河南遂平人，中华人民共和国政治人物、外交官。
2003年，接替徐坚，担任中华人民共和国驻斯洛文尼亚大使。2007年，由智昭林接任。